# La Dama se Esconde
La Dama se Esconde fue un dúo musical español formado por Nacho F. Goberna e Ignacio Valencia.

## Historia
Procedentes de San Sebastián, los orígenes de La Dama se Esconde están en Agrimensor K, uno de los grupos más destacados de entre los que aparecieron a principios de los años 80 en el País Vasco. Perteneciente a la onda siniestra, estaba formado por Nacho F. Goberna (hijo del futbolista Pahiño), Ignacio Valencia y el batería José Manuel Gandasegui. Grabaron dos discos editados por DRO, Principio y fin (1982) y ¿Juegas al escondite? (1983).
Una vez disuelto Agrimensor K, Goberna y Valencia formaron La Dama se Esconde y se marcharon a Madrid. Sus primeros dos temas, “Un avestruz” y “El cielo azul”, fueron incluidos en el disco colectivo La única alternativa, con el que DRO/GASA pretendía dar a conocer grupos noveles. La crítica calificó estos temas como lo más destacable del disco.
En 1985, año en el que el también grupo donostiarra Duncan Dhu grabó su primer álbum, La Dama se Esconde grabó con DRO/GASA Avestruces, un mini-LP producido por Paco Trinidad. Un año después editaron Armarios y camas, producido por el propio Nacho Goberna. Las letras de sus canciones, con descripciones de paisajes lejanos, reflejan aún la oscuridad de sus primeras composiciones. Músicos como Suso Saiz o Javier Paxariño colaboraron en estos trabajos, en los que combinaban bases electrónicas con guitarras acústicas.
Tras dejar GASA en 1986, pasaron a la multinacional Warner, con la que editarían sus restantes discos. Se dieron a conocer al gran público y pasaron a un estilo más comercial, con mayor presencia de guitarras eléctricas en sus canciones. Obtuvieron sus mayores éxitos con La tierra de los sueños, Coge el viento, álbum en el que probaron con ritmos de baile, y Lejos del puerto.
Sus dos últimos trabajos, De colores, tu color y Hoy, no tuvieron la repercusión de los anteriores. En 1995 grabaron el que sería su último tema, “A años luz”, que se editó en un recopilatorio en 1999.
En 2002 y 2010 respectivamente, Nacho Goberna, voz, guitarras y compositor de todas las canciones de LDSE, editó dos discos en solitario, Transparente y Un bosque de té verde, que se han considerado por muchos la continuación natural de la trayectoria de La Dama,  canciones que profundizan en ese marcado carácter intimista que Nacho inició con La Dama.
En 2011 y conmemorando los 25 años desde la edición del disco Armarios y camas (1986), se editan bajo suscripción dos nuevos álbumes inéditos de La Dama se Esconde integrados por canciones jamás antes publicadas: 
Una habitación llena de pájaros (1985): 12 canciones compuestas y grabadas a lo largo de 1985 que nacieron al tiempo de temas como “Amenazas”, “Un error de apreciación”, “Somos tres”, etcétera.
Después de hoy y antes de mañana (1993-1995): una serie de canciones inéditas de la etapa inmediatamente posterior al disco “Hoy” de La Dama Se Esconde, años 1993-1995, temas que compartieron nacimiento con “A años luz”.
En 2024, coincidiendo con el 40 aniversario de la formación del grupo, se edita 'Los sueños de La Dama se Esconde. Conversaciones con Nacho Goberna' de la editorial Muzikalia.

## Discografía
- 1985 Avestruces (DRO/GASA)
- 1986 Armarios y camas (DRO/GASA)
- 1987 La tierra de los sueños (Warner)
- 1989 Coge el viento (Warner)
- 1990 Lejos del puerto (Warner)
- 1992 De colores, tu color (Warner)
- 1993 Hoy (Warner)
- 1999 Lo mejor (Warner)
- 2011 Una habitación llena de pájaros (1985) (nachogoberna.com)
- 2011 Después de Hoy y antes de Mañana (1993-1995) (nachogoberna.com)
- 2011 Las demos de 12 canciones que fueron publicadas (1985-1993) (nachogoberna.com)